# Benfold (Schiff)
Die USS Benfold (DDG-65) ist ein Zerstörer der United States Navy und gehört der Arleigh-Burke-Klasse an. Sie ist nach Edward Clyde Benfold benannt, einem Sanitäter der US Navy, der für seine Taten im Koreakrieg die Medal of Honor bekam.

## Geschichte
Die United States Navy gab die Benfold 1991 bei Ingalls Shipbuilding in Auftrag. Diese Werft legte den Kiel im September 1993, der Stapellauf fand nach 13,5 Monaten Bauzeit im November 1994 statt. Am 30. März 1996 wurde der Zerstörer schließlich bei der Navy in Dienst gestellt.
Ende 1997 befand sich die Benfold im Persischen Golf, wo sie die UN-Sanktionen gegen den Irak durchsetzten sollte. Dafür wurde unter anderem die Ladung von verdächtigen Schiffen durchsucht und gegebenenfalls beschlagnahmt.
Nach den Seebeben im Indischen Ozean 2004 starten die USA die Operation Unified Assistance, die die Rettungs- und Hilfsmaßnahmen der US-Streitkräfte koordinierte. Hierbei war die Benfold beteiligt. Im Mai 2008 verlegte der Zerstörer an der Seite der Peleliu in den Westpazifik. Vom 28. Juni bis zum 2. Juli nahm die Benfold aus dem Persischen Golf heraus mit ihrem Schwesterschiff Russell, das im Mittelmeer fuhr, an einem Kommunikationstest im Rahmen der National Missile Defense teil. Im Sommer 2010 nahm der Zerstörer an der multinationalen Übung RIMPAC teil.
Nach einer Modernisierung ist der Zerstörer heute in der Lage, ballistische Raketen zu bekämpfen. Das Schiff verlegte im Oktober 2015 von seiner bisherigen Basis in San Diego in seinen neuen Heimathafen Yokosuka.